# Mottramit
Mottramitul este un vanadat.